# Ma Huateng
Pour les articles homonymes, voir Ma.
Ma Huateng (chinois simplifié : 马化腾 ; pinyin : Mǎ Huàténg), alias Pony Ma, né le 29 octobre 1971 à Dongfang, dans la province chinoise du Hainan, est un homme d'affaires chinois, fondateur de l'entreprise Tencent Holdings.
En 2021, Ma Huateng est la dix-huitième personnalité la plus riche du monde, avec une fortune estimée à 68 milliards de dollars selon Forbes.

## Biographie
Ma Huateng est diplômé de l'université de Shenzhen. En 1993, il commence à travailler dans la société China Motion Telecom, au sein du département recherche et développement. Puis en 1998, il fonde sa société Tencent. Celle-ci devient, dix ans plus tard, le premier portail de services internet, mobile et télécom en Chine.
En 2007, Ma Huateng devient codirecteur, avec Zhang Zhidong, de la société TCH Pi Limited, immatriculée aux îles Vierges.
En 2013, il devient membre de l'Assemblée nationale populaire de Chine.
En 2014, avec une fortune de 13,4 milliards de dollars, il est qualifié par Bloomberg Billionaires Index d'homme le plus riche de Chine. Le Consortium international pour le journalisme d'investigation affirme que 20 000 Chinois seraient impliqués dans des compagnies offshore basées dans les paradis fiscaux, en particulier Ma Huateng.
En 2018, il est l'homme le plus riche de Chine avec un patrimoine de près de 47 milliards de dollars . En Mai, dans un contexte de censure de l'Internet chinois, 300 acteurs du web se regroupent en une fédération pour soutenir les « valeurs centrales du socialisme » et donc du Parti communiste au pouvoir. Robin Li (patron de Baidu), Jack Ma (patron d'Alibaba) et Pony Ma en sont nommés vice-présidents.
Il est le 18ème milliardaire le plus riche du monde en 2021 avec une fortune estimée à 68 milliards de dollars. En mai 2025, sa valeur nette s'élevait à 54,3 milliards de dollars américains selon Forbes. 